# Bataille de Jersey
 (juillet 2020).
Si vous disposez d'ouvrages ou d'articles de référence ou si vous connaissez des sites web de qualité traitant du thème abordé ici, merci de compléter l'article en donnant les références utiles à sa vérifiabilité et en les liant à la section « Notes et références ».
Guerre d'indépendance des États-Unis
Batailles
La bataille de Jersey (6 janvier 1781) fut une tentative des forces françaises d’envahir l'île de Jersey et d’éliminer la menace que l’île faisait peser sur la navigation franco-américaine lors de la guerre franco-anglaise (1778-1783). Jersey fournit une base aux corsaires britanniques et la France, alliée aux États-Unis, engagée dans la guerre, envoie une expédition pour prendre le contrôle de l'île.
L'expédition française a finalement échoué. Son commandant, le baron Philippe de Rullecourt (en), est décédé des suites de ses blessures.

## Causes
Située à seulement 23 kilomètres des côtes françaises et sur la principale voie de desserte maritime de la base navale française de Brest, Jersey était un lieu stratégique pour toute guerre entre la Grande-Bretagne et la France. Un grand nombre de corsaires opéraient hors de l'île, causant un chaos parmi la marine marchande française. Les corsaires de Jersey opéraient même au large des côtes américaines.
Le gouvernement français a décidé de neutraliser cette menace. En outre, à l’époque, Gibraltar était au cœur du Grand Siège : des journaux britanniques contemporains ont rapporté[réf. nécessaire] que l’attaque de Jersey était une tentative de détourner l’attention britannique de Gibraltar et de détourner des ressources militaires du siège.

## Défense de Jersey
Conscient de l'importance militaire de Jersey, le gouvernement britannique avait ordonné que l'île soit fortement fortifiée. Le 28 mai 1778, le maréchal Henry Seymour Conway, gouverneur de Jersey, soumet à Lord Weymouth un projet de construction de 30 tours rondes destinées à prévenir, ou du moins à entraver les incursions françaises sur l'île. Le roi George III accorda l'approbation et le financement le 5 juillet 1778. Quatre tours étaient peut-être achevées au moment de la bataille de Jersey, construites au cas où les Français débarquaient. Des batteries d'armes à feu, des forts et des redoutes existaient déjà autour de la côte et étaient en cours d’amélioration et de réarmement. Pendant des siècles, tous les hommes adultes étaient légalement tenus de servir dans la milice de Jersey qui en 1780 comprenait environ 3 000 hommes dans cinq régiments, y compris l'artillerie et les dragons.
Des unités de l'armée régulière — le 95e Régiment d'infanterie au complet, cinq compagnies chacune du 83e Régiment d'infanterie et du 78e Seaforth Highlanders, et environ 700 Invalides (réservistes semi-retraités) — étaient également présents. Une force totale d'environ 6 250 hommes de tous types était disponible sur l'île. Une force navale, le Jersey Squadron, était également basée sur l'île, mais participait à une croisière contre les Hollandais au moment de l'invasion.

## Échec de l'attaque française (1779)
Le 1er mai 1779, pendant la guerre franco-anglaise (1778-1783), une force française commandée par le prince de Nassau-Siegen, né en France, tente de débarquer dans la baie de Saint-Ouen. Au début de la matinée, les vigies ont aperçu cinq grands navires et un grand nombre de bateaux à trois lieues environ de la côte, se dirigeant vers la côte pour effectuer un débarquement. Les cotres et autres petites embarcations destinées au soutien du débarquement tirèrent à la mitraille sur les défenseurs de la côte.
Les défenseurs, le demi-régiment du 78th Seaforth Highlanders et la milice de Jersey, ainsi que de l’artillerie de campagne qu’ils ont traînée dans le sable des plages, étaient arrivés à temps pour s’opposer au débarquement. Les défenseurs ont pu empêcher le débarquement, ne laissant que quelques hommes blessés lorsqu'un coup de canon a éclaté. Les navires français se sont retirés, retenant d'abord une lieue de la côte avant de quitter la zone.

## Le plan français
Malgré les craintes des militaires français, qui estimaient qu'une attaque sur Jersey constituerait un gaspillage inutile de ressources, les succès étant de courte durée, le gouvernement approuva un plan présenté par le baron Philippe de Rullecourt, qui accompagnait le prince de Nassau-Siegen en 1779. De Rullecourt était un aventurier et un colonel de l'armée française. Le roi Louis XVI avait promis à de Rullecourt le rang de général et le Cordon rouge dès qu'il aurait pris le contrôle de la ville de Saint-Hélier, la capitale de l'île.
Le Deuxième Commandant était un prince indien, nommé Prince Emire, qui avait été pris par l'Angleterre lors de guerres en Inde, avait été envoyé en France avec d'autres prisonniers français et que les Français avaient depuis maintenu à leur service ; un membre des forces britanniques a écrit à son sujet : « Il avait l'air assez barbare, autant que son discours ; si notre destin avait dépendu de lui, cela n'aurait pas été des plus agréables ; il a conseillé au général français de tout saccager et de mettre la ville à feu et à sang. »
Officiellement, l'expédition était une affaire privée. Cependant, les fonds, les équipements, les transports et les troupes ont été fournis par le gouvernement français. Afin de dissimuler leur implication, le gouvernement est allé jusqu'à ordonner la désertion de plusieurs centaines de soldats des forces régulières aux forces de De Rullecourt.
Le 5 janvier 1781, l'expédition partit de Granville et comptait environ 2 000 soldats répartis dans quatre divisions. Il y a eu une tempête qui a dispersé certains navires et seulement 1 200 d'entre eux se sont d'abord rendus à Jersey. Jersey a encore célébré le 6 janvier « vieille nuit de Noël » et les Français ont atterri sans être détectés. Les 800 hommes de la première division ont atterri à La Rocque, Grouville, sur la côte sud-est et sont passés à proximité des gardes sans se faire remarquer. Un officier français a même déclaré qu'il avait dormi sous les gardes, mais que ceux-ci n'avaient pas entendu les Français. Les gardes ont par la suite été traduits en justice, où il a été découvert qu'ils avaient abandonné leur poste pour aller boire.
La première division française y passa la majeure partie de la nuit. Les 400 hommes de la deuxième division française ont atterri parmi les rochers et ont été entièrement perdus. Selon le premier rapport britannique, un corsaire et quatre navires de transport avaient été perdus, ainsi que « plus de 200 hommes ».
Les bateaux qui contenaient la troisième division, composée de 600 hommes, se sont séparés du reste de la flotte et ont été incapables de la rejoindre. La quatrième division, composée de 200 hommes, a atterri tôt le lendemain matin à La Rocque. Le total des troupes françaises débarquées sur l'île était donc d'environ 1 400 personnes.

## Prélude

### Les troupes françaises débarquent et entrent dans Saint Hélier
Débarquant dans la nuit du 5 au 6 janvier, une force française de 700 hommes sous le baron de Rollecourt a parcouru les quatre kilomètres à pied jusqu'à Saint-Hélier, et est arrivée entre six et sept heures du matin le 6 janvier. Quand ils sont entrés sur le marché, plus tard appelé la Place Royale, avec sa statue récemment érigée au roi George II, ils ont tué une sentinelle et ont surpris le gardien. La première division a établi des positions défensives sur le marché pendant que la majeure partie de la ville était endormie. Vers huit heures, une patrouille française entoura Government House, qui se trouvait alors au Manoir de La Motte, à l'est de la ville. là, ils ont surpris le gouverneur de l'île, le major Moïse Corbet, au lit.
Ses ravisseurs ont conduit Corbet au Royal Court House, sur la place du marché, où De Rullecourt a convaincu Corbet que des milliers de soldats français avaient déjà submergé Jersey. De Rullecourt a menacé de brûler la ville et de massacrer les habitants si Corbet ne signait pas la capitulation. En outre, Corbet devait ordonner au commandant d' Elizabeth Castle de se rendre. Corbet a répondu qu'étant un prisonnier, il n'avait aucune autorité et que tout ce qu’il aurait signé ne servirait à rien. De Rullecourt a insisté et ainsi Corbet, pour éviter de nuire davantage à Saint-Hélier, a signé.
Les Français avaient déjà approché le commandant du château Elizabeth, le capitaine Mulcaster CRE, qui avait refusé leur demande verbale de se rendre. Les Français avaient avancé vers le château où les troupes dans le château ont tiré de manière péremptoire sur les Français, tuant deux ou trois hommes ; les Français se sont alors retirés. Le capitaine Aylward des Invalides arriva ensuite au château et assuma le commandement supérieur. Lorsque les Français ont remis l'ordre écrit de Corbet de se rendre, les défenseurs du château ont signalé leur refus persistant en ouvrant le feu sur les Français.

### Préparations britanniques
Les Britanniques étaient désormais alertés et, avec Corbet prisonnier, le commandant Francis Peirson, âgé de 24 ans (commandant des troupes à la caserne Saint-Pierre), était le prochain commandant britannique. Les troupes et la milice britanniques se sont rassemblées sur le mont ès Pendus (maintenant appelé Westmount), à l'ouest de la ville. Peirson eut bientôt 2 000 hommes à sa disposition, avec lesquels il résolut de descendre la colline et d'attaquer dans la ville. Les Français campés sur le marché avaient saisi les canons de la ville et les avaient placés aux différentes ouvertures du marché pour tirer sur les troupes britanniques si elles s'approchaient. Les Français n'ont pas trouvé les obusiers. Les Britanniques ont appris par plusieurs personnes qui espionnaient les troupes françaises que le nombre français ne dépassait pas 800 ou 900 hommes.
Le major Peirson a détaché les 78th Seaforth Highlanders sous le capitaine Lumsdaine et les a envoyés prendre possession de la colline du Mont de la Ville (maintenant le site du Fort Régent), afin de bloquer toute retraite française. Une fois que Peirson a cru que le 78e était arrivé à destination, il a ordonné à ses troupes restantes d'attaquer. Les Britanniques ont été arrêtés au bord de la ville, où de Rullecourt a envoyé Corbet pour lui proposer des conditions de capitulation et pour dire aux Britanniques que s'ils ne signaient pas, les Français fouilleraient la ville dans une demi-heure. Peirson et le capitaine Campbell ont répondu que les Français avaient 20 minutes pour se rendre.
Les cinq compagnies du 83e Régiment d'infanterie et la partie du East Regiment située à Grouville, à l'est, qui couvraient maintenant la zone de débarquement, refusèrent également de se rendre. Lorsque de Rullecourt reçut leur réponse, il fut entendu dire : « Comme ils ne veulent pas se rendre, je suis mort pour mourir. »

## Bataille
L'attaque a commencé. Les forces britanniques installées dans la Grande Rue, à présent appelée Broad Street, comprenaient le 78e régiment, le bataillon du Saint Lawrence, le régiment du Sud-Est et les compagnies de Saint-Jean. Le 95e régiment d'infanterie, avec le reste de la milice, a avancé dans les autres avenues. Les Britanniques avaient trop de troupes pour la bataille, un soldat britannique déclara plus tard qu'un tiers des troupes britanniques aurait été plus que suffisant pour détruire l'armée française. Beaucoup de soldats britanniques, confus et n'ayant rien à tirer, ont tiré la plupart de leurs coups en l'air.
La résistance française a été de courte durée, la plupart des actions ayant duré un quart d'heure. Les Français ont seulement tiré les canons dont ils disposaient une ou deux fois. Les Britanniques avaient placé un obusier directement en face du marché de la Grande Rue, lequel "balayait tous les français présents à chaque coup", selon un membre du service britannique.
Le Major Peirson et le 95e Régiment ont avancé vers l'avenue du marché. Puis, alors que les Britanniques étaient sur le point de gagner, une balle de mousquet dans le cœur a tué le major Peirson ; ses troupes attristées, maintenant dirigées par un sous-officier de la milice, Philip Dumaresq, se sont précipitées vers l'avant et ont poursuivi le combat. Lorsque de Rullecourt est tombé blessé, de nombreux soldats français ont abandonné le combat, abandonnant leurs armes et s'enfuyant. D'autres ont atteint les maisons de marché d'où ils ont continué à tirer.
De Rullecourt, par l'intermédiaire de Corbet, a déclaré aux Britanniques que les Français avaient deux bataillons et une compagnie d'artillerie à La Rocque, qui pourraient être à la ville d'ici un quart d'heure. Les Britanniques ne sont pas intimidés, sachant que le nombre de soldats français présents sur place est inférieur à 200, ils ont débarqué ce matin-là. Une garde de 45 grenadiers du 83e Régiment, dirigée par le capitaine Campbell, a résisté à 140 soldats français jusqu'à l'arrivée d'une partie du East Regiment, après quoi les Français ont été vaincus, faisant 30 morts ou des blessés et 70 hommes faits prisonniers. Sept grenadiers ont été tués au cours de cette action. Les soldats français restants se sont dispersés dans la campagne pour atteindre leurs bateaux ; les habitants ont attrapé plusieurs personnes qui essayaient de le faire.

### Conclusion
Les Britanniques ont capturé 600 prisonniers qu'ils ont ensuite envoyés en Angleterre. Les Britanniques ont perdu 11 morts et 36 blessés parmi les troupes régulières et quatre morts et 29 blessés parmi les milices. En outre, le capitaine Charlton, de l'artillerie royale, a été blessé alors qu'il était prisonnier des Français. Les Français avaient 78 tués et 74 blessés. Gravement blessé, De Rullecourt mourut cette nuit-là chez le Dr Lerrier, à la Place Royale (aujourd'hui le pub The Peirson) ; il fut enterré dans l'enceinte de l'église paroissiale de Saint-Hélier.
Le capitaine Lumsdaine a déclaré : « Le visage des affaires ayant changé en quelques heures, les navires ennemis ont quitté l'île, les troupes débarquées ont été noyées, tuées, blessées ou capturées. »

## Conséquences
Le major Peirson fut également enterré dans l'église paroissiale de Saint-Hélier où un monument en marbre a été érigé par les habitants de Jersey à sa mémoire.
Il devint notoire qu'il y avait des traîtres parmi les Britanniques. De Rullecourt possédait un plan des fortifications, des tours, des canons et ainsi de suite, disant que sans de bons amis à Jersey, il ne serait pas venu. Les Français connaissaient le nombre exact de troupes et de milices britanniques, le nom des officiers qui les commandaient, etc. Dans les papiers retrouvés dans la malle du général, il y avait le nom d'un certain M. Le Geyt, un homme de Jersey qui fut saisi par la suite, ainsi qu'un autre suspect.
Le lieutenant-gouverneur major Moses Corbet fut arrêté et ensuite jugé entre le 1er et le 5 mai par une cour martiale à Horseguards. Les charges retenues contre lui étaient liées à son commandement des troupes, en l'absence du gouverneur de Jersey, surpris et capturés ; contrairement à son devoir, il prenait sur lui et acceptait de signer des statuts de capitulation avant d'induire verbalement les autres à capituler. En admettant avoir été capturé et en signant le document de capitulation, le résultat n'a pas été concluant ; il fut démis de ses fonctions de lieutenant-gouverneur mais se vut accorder une pension de retraite de 250 £ par an.
Conway avait proposé la construction de 30 tours côtières en 1778 et quatre d'entre elles étaient achevées au moment de la bataille, mais n'ont joué aucun rôle dans la défense de l'île. Entre 1781 et 1814, le gouvernement construisit dix-neuf autres tours rondes et trois tours Martello pour améliorer les défenses de l'île.